# Parasite Inc.
Parasite Inc. es una banda alemana de death metal melódico de Aalen. Creada en 2007, la banda actualmente está formada por Kai Bigler (voz, guitarra), Dominik Sorg (guitarra), Lucien Mosesku (bajo) y Benjamin Stelzer (batería).

## Historia

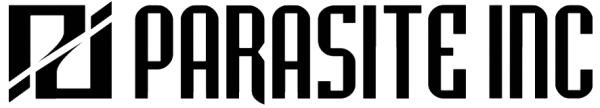
Logo del grupo

La banda se formó en 2007 después de que el guitarrista Kai Bigler y el baterista Benjamin Stelzer decidieran formar una banda. La formación la completaban Benedikt Grubauer (guitarra) y Patrick Hauf (bajo). Durante los primeros dos años, la banda escribió canciones para un álbum y tocó en varios conciertos. A principios de 2010 lanzaron un álbum de demostración homónimo, que se grabó a finales de 2009 en el propio estudio de grabación de la banda. La mezcla estuvo a cargo de Hendrik Kröger, mientras que la masterización estuvo a cargo de la propia banda. En ese momento, Patrick Hauf dejó la banda y fue reemplazado por Sebastian Schmid. El Demo recibió elogios de la crítica, altas puntuaciones de revisión y se agotó pronto.[cita requerida] En el mismo año, Parasite Inc. fue elegido entre más de 2000 solicitantes para tocar en el Summer Breeze Open Air como parte del New Blood Award.
En los años siguientes, la banda tocó en más conciertos, entre otros con Heaven Shall Burn, Hatesphere, The Sorrow y Hackneyed. En el verano de 2011, Benedikt Grubauer dejó la banda y fue reemplazado por Kevin Sierra (ex-Hackneyed). En 2012, Parasite Inc. firmó un contrato discográfico con Good Damn Records (más tarde rebautizado como Rebel Tune Records). Para su primer lanzamiento oficial, Time Tears Down, volvieron a grabar todas las canciones del álbum de demostración junto con 5 canciones nuevas. El álbum fue mezclado por la propia banda y masterizado por Jens Bogren (Fascination Street Studios). Durante las grabaciones, Sebastian Schmid dejó la banda. Stefan Krämer (Skelton Pit, ex-Torment Tool) tomó su lugar.
Time Tears Down se lanzó el 2 de agosto de 2013 a través de Good Damn Records. El álbum recibió  buenas críticas y altas calificaciones por parte de las principales revistas alemanas de metal. También alcanzó el puesto 26 en las listas oficiales de rock-metal alemanas y se mantuvo entre los 30 primeros durante varias semanas. El video musical de la canción The Pulse of the Dead tuvo un éxito especial en YouTube . En 2014, Kevin Sierra dejó la banda y Dominik Sorg se convirtió en un nuevo miembro a tiempo completo. Tras el lanzamiento de Time Tears Down, la banda tocó en conciertos por toda Europa, incluido el Festival Out-and-Loud de 2014 en Alemania, el Festival Karmøygeddon en Noruega y el Festival Summer Breeze en Alemania, ambos en 2016. En 2018, Parasite Inc. firmó con Reaper Entertainment para el lanzamiento de su segundo álbum, Dead and Alive, que se lanzó el 17 de agosto de 2018.
En noviembre de 2020, Parasite Inc. lanzó un álbum en vivo Live at the EMFA grabado en el European Metal Festival Alliance a través de Reaper Entertainment (disponible en YouTube).

## Estilo de música
El estilo musical de Parasite Inc. se clasifica como death metal melódico por la prensa musical y la propia banda. Presenta características del death metal, así como riffs armónicos que se encuentran en el heavy metal clásico y también incorpora elementos electrónicos e industriales

## Integrantes
Integrantes actuales

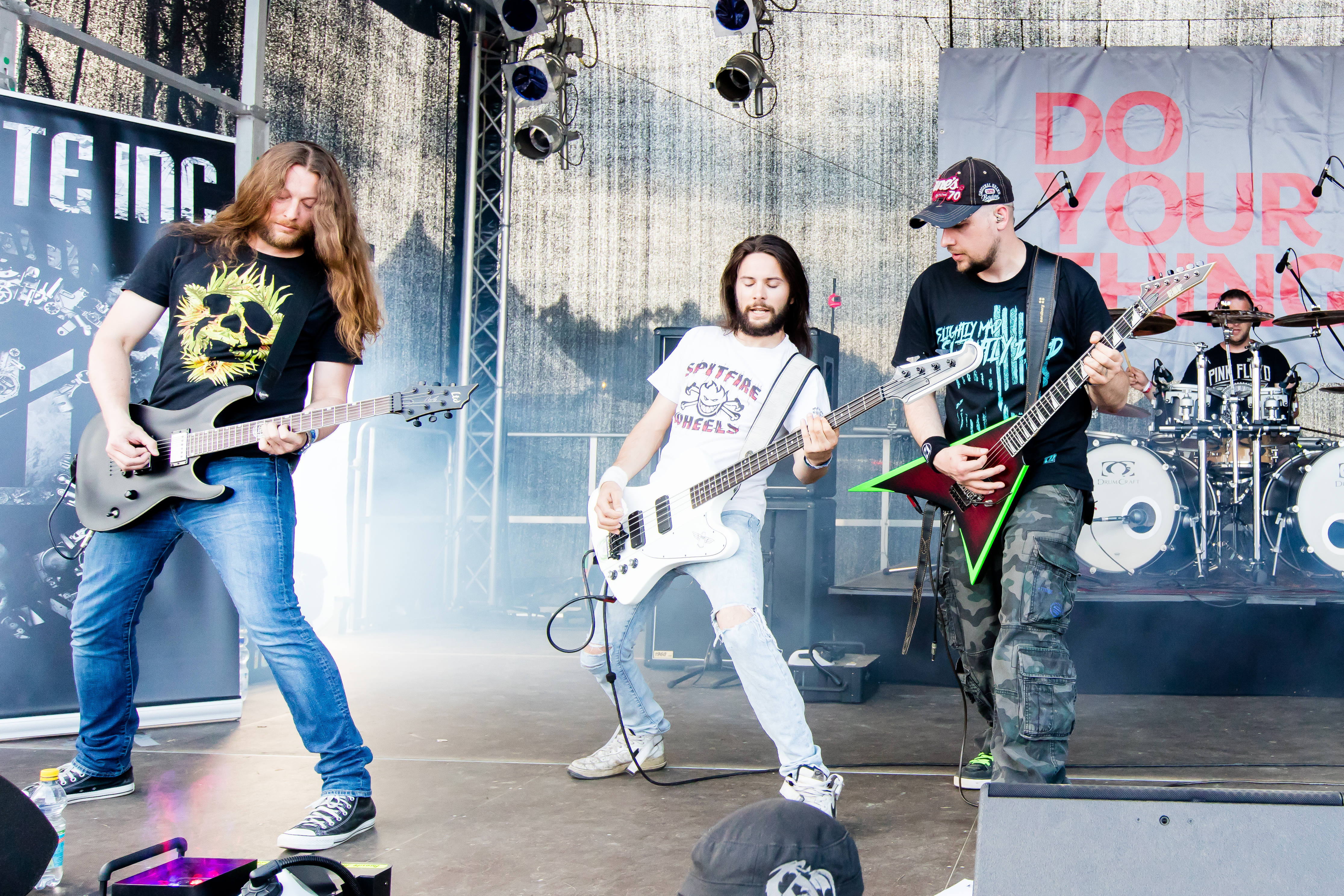
Parasite Inc. actuando en 2016

- Kai Bigler - voz principal, guitarra (2007-presente)
- Benjamin Stelzer - batería (2007-presente)
- Lucien Mosesku - bajo (2020-presente)
- Dominik Sorg - guitarra (2014-presente)

Integrantes anteriores
- Patrick Hauf - bajo (2007-2009)
- Benedikt Grubauer - guitarra (2007-2011)
- Sebastián Schmid - bajo (2009-2013)
- Kevin Sierra - guitarra (2011-2014)
- Stefan Krämer - bajo (2013-2019)

## Discografía
Álbumes de estudio
- Agosto de 2013: Time Tears Down (Good Damn Records)[10]
- Agosto de 2018: Dead and Alive (Reaper Entertainment)[10]
- Agosto de 2022: Cyan Night Dreams (Reaper Entertainment)[12]

Álbumes en vivo
- 2020: Live at the EMFA 2020 (Reaper Entertainment)[10]

Álbum de demostración
- 2010: Parasite Inc. (autoeditado)[10]

Contribuciones de muestra
- 2010: Subterráneo local con "Unmeant Outcasts" (a través de Maniacs Music)
- 2012: Local Underground II con "The Pulse of the Dead" (a través de Maniacs Music)[13]